# Källskär
Källskär ist eine kleine åländische Insel und bekannte Sehenswürdigkeit südlich der Hauptinsel Kökar.
Durch ihre Lage am südöstlichen Rand der Schären von Åland ist sie rauen Wetterbedingungen ausgesetzt und entsprechend karg. Die Eiszeit hat auf Källskär eindrückliche Spuren hinterlassen, zum Beispiel das „Kannan“, eine Felsformation geformt von großen Steinbrocken, die sich nach heutigem Wissen im Schmelzwasser des Gletschers am Felsen gewälzt und eingegraben haben.
Im Jahre 1965 hat Göran Åkerhjelm auf Källskär ein Blockhaus errichten lassen, welches von dem Architekten Reima Pietilä entworfen wurde. Zu der Anlage um das Blockhaus gehörte auch ein kleiner Garten, ein Bootshafen und eine Art kleines Gartenhäuschen auf einem benachbarten Felsen. Das Gartenhäuschen wird auch „das Muminhaus“ (schwedisch Muminhuset) genannt, weil Tove Jansson dort einige Zeit verbrachte.
Die berühmteste nicht-geologische Sehenswürdigkeit auf Källskär, die auch in den Postkartenangeboten auf Kökar dominiert, ist eine Nachbildung der Statue des Merkur von Giovanni Bologna. Dabei steht der Götterbote auf dem Antlitz des Windgottes Zephyr.

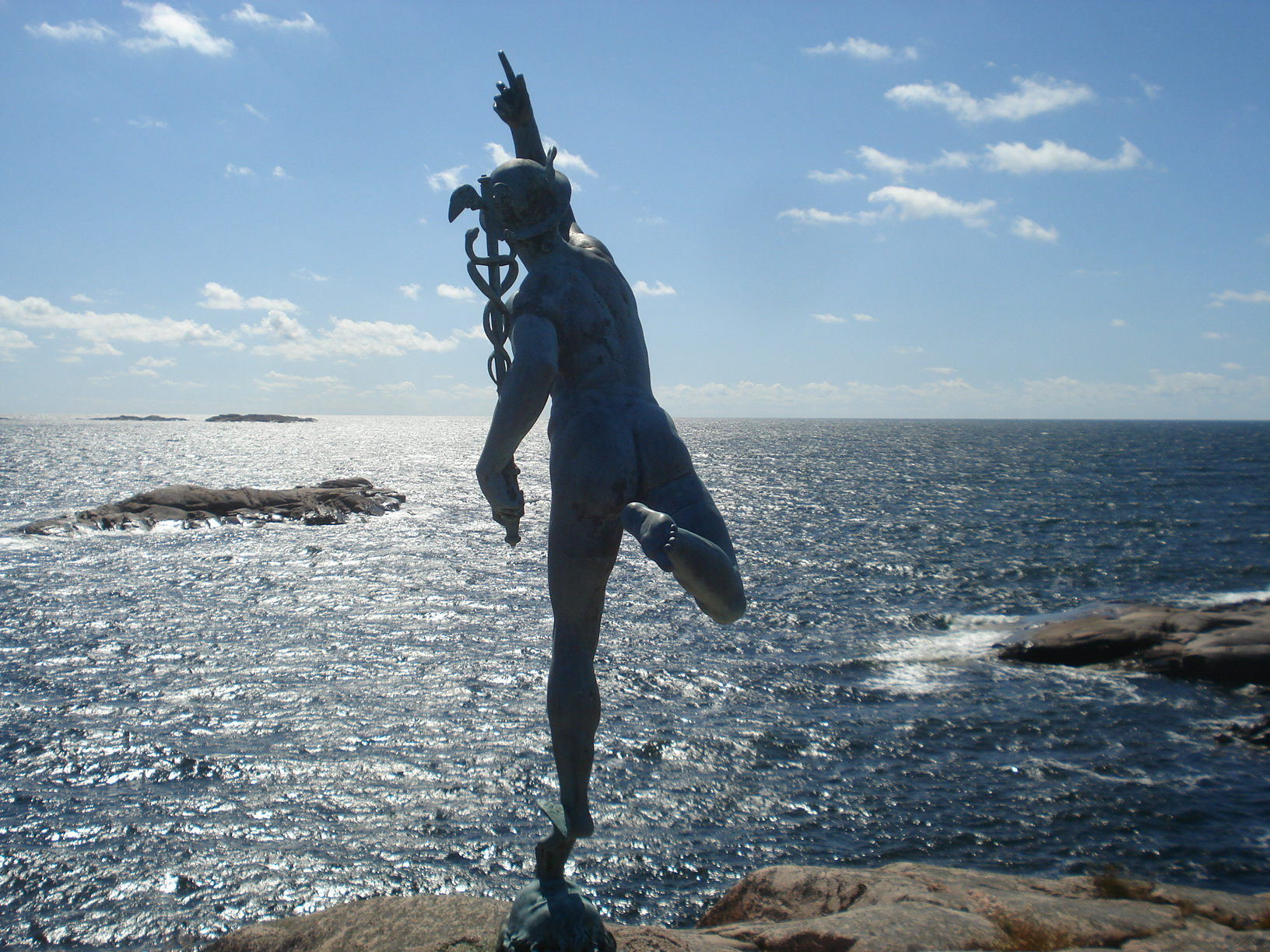
Merkurstatue auf Källskär, Rückenansicht

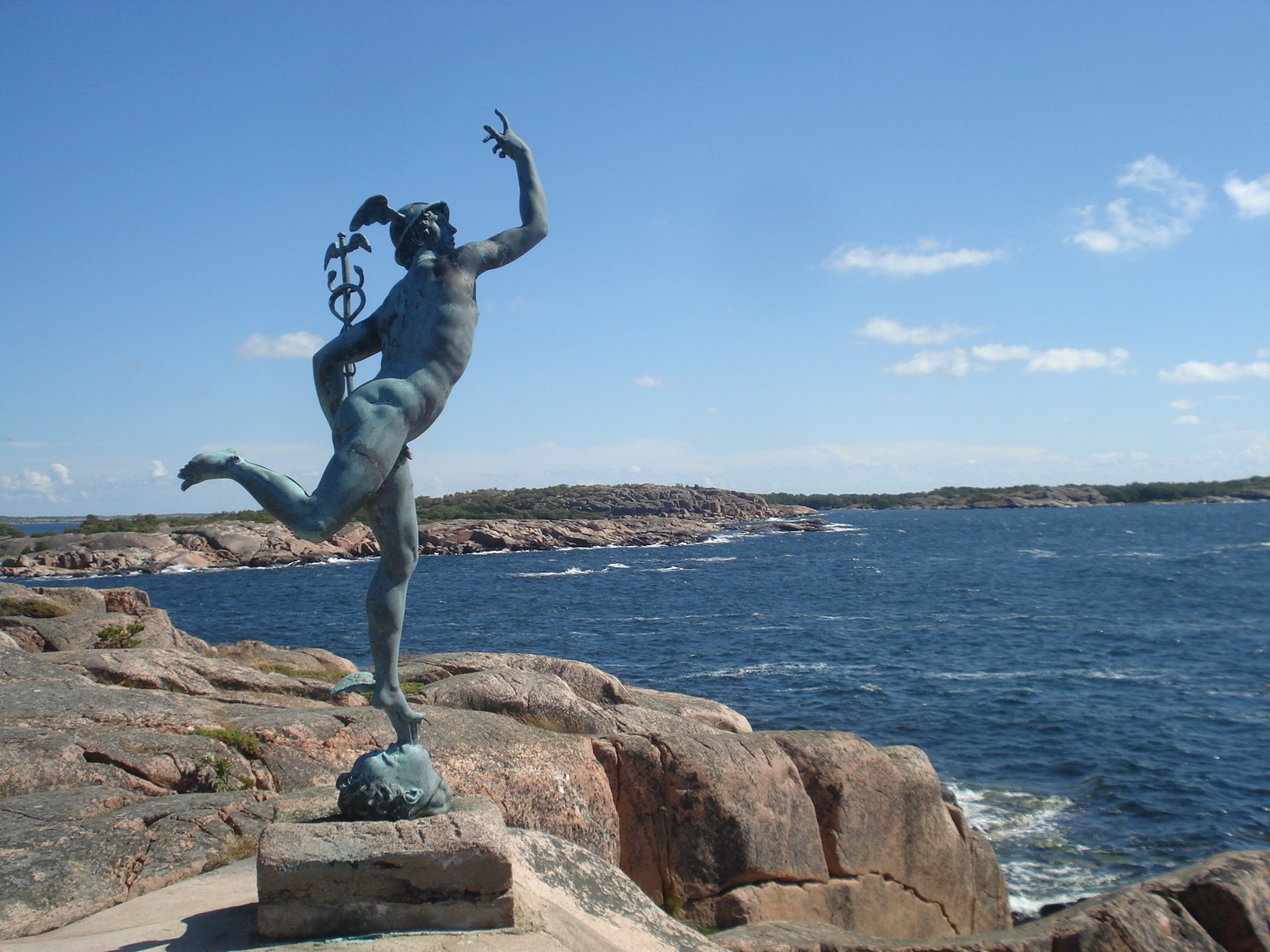
Merkurstatue auf Källskär, Seitenansicht